# 너란 개념
《너란 개념》(영어: The Idea of You)은 2024년 공개된 미국의 로맨틱 코미디 영화이다. 마이클 쇼월터가 감독을 맡았으며, 로빈 리의 동명 소설이 영화의 원작이다.

## 출연
- 앤 해서웨이 - 솔렌 마르샹
- 니컬러스 갤리친 - 헤이스 캠벨
- 엘라 루빈 - 이지
- 리드 스콧 - 대니얼
- 조던 에런 홀 - 지크
- 제이든 앤서니 - 에이드리언
- 레이먼드 챔 주니어 - 올리버
- 빅터 화이트 - 사이먼
- 다코타 아단 - 로리
- 애니 머멀로 - 트레이시
- 페리 맷펠드 - 에바